# Lazarus Moses Glogau
Lazarus Moses Glogau (* 5. Juli 1805 in Hamburg; † 9. Oktober 1887 ebenda) war ein deutscher Buchhändler und Antiquar.

## Leben und Wirken
Der Vater von Lazarus Moses Glogau, Moses Hirsch Glogau (1760–1820), kam gebürtig aus der Stadt Glogau und wählte diesen Namen als Familiennamen. Er erreichte Hamburg höchstwahrscheinlich als Witwer gemeinsam mit einem Sohn namens Hirsch. In der Hansestadt heiratete der Vater Amalie Nathan aus Altona, deren Vater zunächst als Weinhändler zu Reichtum gekommen, inzwischen jedoch verarmt war und als Sekretär der Jüdischen Gemeinde fungierte. Moses Hirsch Glogau und Amalie Nathan bekamen die Töchter Sophie und Betty und die Söhne Lazarus Moses und Nathan. Nathan Gloglau starb im Alter von 19 Jahren.
Die Familie Glogau hatte anfangs eine Wohnung in der Schlachterstraße in Hamburg-Neustadt, wo viele Juden wohnten. Moses Hirsch Glogau arbeitete als Lehrer und Schriftsteller. Außerdem fertigte er Kopien von Schriftstücken an und handelte mit Leinen aus Schlesien. Während der Hamburger Franzosenzeit gelang es der Familie im Dezember 1813 nicht, sich ausreichend zu verproviantieren. Die Familie musste daher Hamburg verlassen. Gemeinsam mit vielen anderen ausgewiesenen Personen wohnten sie bis zum Ende der Belagerung 1814 in der Schmiedestraße in Altona. Anschließend erhielt die Familie die frühere Wohnung in der Schlachterstraße zurück.
Wenig später reiste der neun Jahre alte Lazarus Moses Glogau gemeinsam mit seinem Vater mehrere Jahre durch Dänemark, Mecklenburg, Preußen, Sachsen, Böhmen, Österreich und über Ungarn zurück nach Hamburg. Der kranke Vater hielt sich hier zur Kur auf und bestritt den Lebensunterhalt durch sein selbstgeschriebenes Buch „Lebensweisheiten“. Das in hebräischer Sprache gehaltene Werk verkaufte sich offenbar sehr gut. Lazarus Moses Glogau erwarb während dieser Zeit Sprachkenntnisse an Schulen in Kopenhagen, Prag und Wien. Sein Halbbruder Hirsch finanzierte aus dem norwegischen Bergen, wo er als erfolgreicher Kaufmann lebte, die Mutter und Schwestern in Hamburg. In seinen kurz vor Lebensende verfassten Memoiren beschrieb Lazarus Moses die Reise, von der davon auszugehen ist, dass sie die einzig längere Reise seines Lebens war, umfassend.
Nach der Rückkehr in seine Geburtsstadt besuchte Lazarus Moses anderthalb Jahre die Schule von Meyer Hahn, die sich in der 3. Elbstraße befand. Die Kosten hierfür übernahm sein Halbbruder Hirsch. Danach arbeitete er für einen Pfandleiher sowie in einem Restaurant. Anschließend reiste er für einen Altwarenhändler aus Wandsbek durch das Umland. Er kaufte Gegenstände aus Kupfer und Zinn und nebenbei Bücher an. Da ihm die Bücher viel bedeuteten und er diese nicht nur als Altpapier ansah, erhielt er von seinem  Arbeitgeber die Erlaubnis, diese auf dem Markt in Altona anzubieten. Da sich die Bücher gut verkauften, machte er sich als Antiquar selbstständig. Bei Erstnennung im Hamburger Adressbuch im Jahr 1828 hatte er den Firmensitz in der 1. Marienstraße und betrieb „Ankauf von alten Büchern, Kleidern und Papier“.
Am 24. August 1831 heiratete Lazarus Moses Glogau die vier Jahre jüngere Jette Margonin. Glogau hatte seine Ehefrau in ihrem elften Lebensjahr erstmals bei einer Lotterieveranstaltung getroffen und dort beschlossen, sie zu heiraten, sobald er über ein ausreichendes Einkommen verfügte. Das Ehepaar hatte sechs Söhne, von denen einer früh starb, sowie drei Töchter. Die Söhne Moses (Moritz 1832–1894), Benny (1840–1917) und Semmy (1843–1923) stiegen später nacheinander in das väterliche Unternehmen ein und arbeiteten anschließend als selbstständige Buchhändler.
In den folgenden Jahren erweiterte Glogau seine Buchhandlung. Ab 1840 befand sie sich in der Böhmkenstraße, 1846 zog sie in die Großen Bleichen, 1848 weiter an den Venusberg und 1850 in die 2. Elbstraße. Ab 1861 befand sie sich beim Großen Burstah 57/Ecke Rödingsmarkt, elf Jahre später am Großen Burstah 13. Zu dieser Zeit umfasste die Buchhandlung auch eine Leihbibliothek. 1872 ging Glogau in den Ruhestand. Der Sohn Semmy führte die Geschäfte unter der Firma L. M. Glogau Sohn weiter. 1881 eröffnete er eine Filiale in Leipzig, Neumarkt 19.
Im Unterschied zu seinen Kindern galt Lazarus Moses Glogau lebenslang als frommer Jude. Er engagierte sich für arme Mitglieder der jüdischen Gemeinde, für die er anonym viel spendete. Zu seinem 70. Geburtstag schenkte er der Betstube des Vereins der tröstenden Brüder, der Traubschul, einen aufwändig gestalteten samtenen Thora-Vorhang, der den Namen des Ehepaares Glogau trug. Anlässlich des 80. Geburtstages bedachte er die Einrichtung mit einem Thora-Zeiger aus Elfenbein, der zwei silberne Glocken hatte.
Jette Glogau starb am 24. Oktober 1885. Auf dringenden Wunsch der Kinder verfasste Lazarus Moses Glogau danach seine Lebensgeschichte. Er starb zwei Jahre nach seiner Frau in Hamburg.